# П'ятидесятництво в Україні
П'ятидесятництво або п'ятдесятники — одна з протестанских течій християнства, яка виникла на початку XX століття у США. На сьогодні, за різними джерелами, кількість п'ятидесятників у світі сягає від 450 до 600 млн, що за чисельністю є другою християнською і першою протестантською конфесією. В Україні, станом на 1 січня 2019 р., зареєстровано 2654 громади, які позиціонують себе як п'ятидесятницькі.

## Особливість українського терміна «п'ятидесятники»
Згідно з нормами української мови, це слово пишеться «п'ятдесятники». Але правила будь-якої мови дозволяють використовувати слова, утворені не за загальними правилами, скажімо, у випадку, коли таке написання склалося історично. Це стосується і слова «п'ятидесятник». Через вплив російської мови і російської Біблії, котра до початку 1990-х років була найбільш поширеною в Україні, зазвичай використовують саме таке написання.

## Історія

### Поява п'ятдесятництва в Україні
Джерела п'ятидесятницького руху в Україні відносяться до часів, коли в середовищі ортодоксального православ'я з ряду причин почалися духовні пошуки євангельського типу як віровчення, так і практики богослужіння. Ці пошуки приводили до утворення в надрах православ'я тих чи інших релігійних плинів, протестантських за своїм духом і харизматичних по своїй сутності, особливо підсилилися в часи розколу в російському православ'ї в епоху панування Олексія Михайловича (XVII ст.) Віруючі люди, дезорієнтовані нескінченними і непримиренними суперечками у відношенні ряду ритуальних обрядових особливостей, що послужили причиною розколу, і бажаючи знати навчання Євангелія про все це з першоджерела, почали звертатися до Біблії самостійно. Читання Євангелія приводило їх на шлях євангельського вірування і євангельської практики богослужіння. Це послужило причиною виникнення так званого в релігіознавчій літературі духовного християнства.
Особливо яскраво просліджується спорідненість сучасного п'ятидесятницького руху з рухом духоборців і молокан у царській Російській імперії. Безліч громад духоборців і молокан у 18-19 ст. було утворено на півдні України в Таврії — і це значною мірою підготувало ґрунт для наступного руху євангельських християн, баптистів і п'ятидесятників, що стрімко став розвиватися пізніше, коли поступово відбулося злиття духовних пошуків нашого народу і з євангельськими рухами в інших країнах. Існує серйозна доказова база, що в історичному плані вважати духоборців і особливо молокан ранніми п'ятидесятниками в Росії й Україні, є історичним фактом масовий сплеск харизматичних проявів у цих роках в Україні, ще в 1833 році на Молочних водах.
Організований п'ятидесятницький рух сучасного типу почався в 1919 році на заході України з приїздом у район міста Кременця, Тернопільській області, (ця територія в той час була під владою Польщі), українських селян, що були на заробітках в Америці: Порфирія Ільчука, Трохима Нагорного і Йосипа Антонюка. Практично одночасно такі ж вогнища виникли в Рівненській і Волинській областях, завдяки діяльності реемігрантів, що поверталися їх США. Це привело до того, що 4-6 травня 1924 року в Кременці був проведений перший з'їзд християн Святої П'ятидесятниці, на якому був утворений п'ятидесятницький союз церков під керівництвом Івана Герасевича (Гериса). У 1928 році відбувся другий з'їзд, на якому були представлені українські та білоруські громади, а до 1929 року відбулося об'єднання українських, білоруських, польських і німецьких церков п'ятидесятників у тодішній Польщі і створений Всепольський союз християн віри євангельської — п'ятидесятників під керівництвом Артура Бергольца. Протягом ряду років видавалися журнали Примиритель, Євангельський голос, Будівельник Божої церкви і Доступ на українській, російській та польських мовах. Функціонував також дитячий будинок, яким завідувала Любов Ігнатіївна Кобяко.
Цей Союз церков існував до вересня 1939 року, коли почалася Друга світова війна і територія Польщі була поділена. До осені 1939 року в Союзі нараховувалося понад 300 громад, а в них — 25.000 членів, основне число яких складали українці. П'ятидесятницький рух на Буковині (на границях нинішньої Чернівецької області), що була під владою Румунії до 1940 року, розпочався в 1928 році з проповіді, що принесли в румунські євангельські церкви реемігранти зі США. До 1940 року на території нинішньої Чернівецької області вже існувало близько 30 церков християн віри євангельської (як румунських, так і українських) — і вони продовжують існувати і понині у складі сучасного Союзу церков християн віри євангельської України. У період до 1940 року вони були складовою частиною пятидесятнического руху Румунії, діяльністю якого керували Георгію Брадин, Міхай Олару, Пантелей Кожукару, Василь Гашпар, Замфир Думитру, Прокопій Миреуце та Іван Воробец.
У 1921 році розпочався організований п'ятидесятницький рух у Радянській Україні. Він пов'язаний з приїздом в Одесу з Америки євангеліста Івана Юхимовича Воронаєва, що у свій час повинен був залишити Росію, рятуючи від переслідувань з боку царського уряду. Рух від свого центра в Одесі став швидко поширюватися спочатку на півдні України, а потім і далеко за її межами. Перша п'ятидесятницька церква була утворена в результаті діяльності І. Ю. Воронаева й офіційно відкрилася 14 листопада 1921 року в Одесі. У 1924 році, коли кількість церков досягала вже більше ніж п'ятдесят, був проведений перший з'їзд і утворений обласний союз християн євангельської віри з центром в Одесі. 3 вересня 1925 року на з'їзді був заснований Всеукраїнський союз християн євангельської віри, у якому на той час нараховувалося більш ста церков. Головою Союзу був обраний І. Ю. Воронаев. (Таким чином, 3 вересня 2000 року виповнилося рівно 75 років існування Всеукраїнського Союзу п'ятидесятників).
На з'їздах 1926 і 1927 років в Одесі, де як і раніше знаходився центр Союзу, відзначалося, що кількість церков стрімко зростає і п'ятидесятницький рух поширюється в різних регіонах Російської Федерації. Згідно з офіційними даними, у 1928 році п'ятидесятницьких церков у Радянській Україні нараховувалося 350, а в Союзі у 1930 році було близько 500 церков з загальною кількістю членів близько 25.000. Центральна помісна церква в Одесі нараховувала понад 1.000 членів. В Одесі видавався також журнал Союзу ХЄВ Євангеліст який був закритий владою в серпні 1928 року.
Незмінним керівником Союзу, головою його Правління був Іван Юхимович Воронаев. Його першим заступником був Василь Романович Колтович, другим заступником був Макарій Олександрович Гальчук, секретарями Союзу були С. А. Олексюк (розстріляний на Соловецьких островах восени 1929 року) та Ігнатій Микитович Підлісний. Членами Правління Союзу в той період часу були Василь Степанович Павлов, Матвій Васильович Рюмшин, Поліна Василівна Кушнерева.
У 1930 році Союз був закритий, церкви були позбавлені реєстрації, керівництво Союзу було безпідставно обвинувачене в контрреволюційній діяльності і піддано жорстоким репресіям. В. Р. Колтович і М. В. Рюмшин загинули в таборах. Дотепер немає достовірних зведень про смерть у ГУЛАГу голови Союзу І. Ю. Воронаева — відомо тільки те, що в 1942 році він ще був живий у віддаленому північному таборі. Багато інших керівників Союзу також закінчили своє життя у в'язницях і таборах. Деякі були розстріляні. Дружина Воронаева — Катерина Опанасівна багаторазово заарештовувалася, в цілому провела у в'язницях, таборах та засланнях близько 25 років.
Восени 1939 року, коли почалася друга світова війна і Польща була розмежована, Всепольський Союз християн віри євангельської припинив своє існування. Західна частина України та Білорусії, де була зосереджена основна маса п'ятидесятницьких церков Всепольського Союзу, була приєднана до Радянського Союзу. На той момент часу головою Союзу був Артур Бергхольц, який перебував в окупованому Німеччиною місті Лодз. На радянській території виявилися всі інші керівники Союзу. Склад Комітету — керівного органу Союзу на момент початку війни був наступним:
- Артур Бергхольц — голова
- Іван Панько — заступник голови
- Григорій Федишин — секретар
- Михайло Вербіцький — скарбник

Членами Комітету були обрані Данило Комса, Альфонс Міттельштедт, Юхим Стрільця, Йосип Черский, Станіслав Недвецкий, Григорій Селюжицкий, Павло Тур.
Кандидатами в члени Комітету були обрані Порфирій Ільчук та Трохим Нагорний.
У 1939—1940 роках, після встановлення Радянської влади в західній Україні, були репресовані багато пасторів церков. Григорій Федишин був арештований і незабаром розстріляний, також загинув у таборах Іркутської області в 1942 році Юхим Стрілка, як і багато інших служителів церков.
У період німецької окупації України та Білорусії в 1942—1944 рр. керівники Союзів, що залишилися на волі, церков ХЄВ та ХВЄ розпочали спробу відновити діяльність Союзів і об'єднати церкви, що до визначеної міри мало успіх і були утворені два центри. Один з них поєднував ХЄВ (Пятихатки, Дніпропетровської області, на чолі з Гаврилом Гавриловичем Понурко, Дмитром Івановичем Пономарчуком і Афанасієм Івановичем Бідашом), другий — поєднував ХВЄ (Барановичі, Брестської області, на чолі з Іваном Калинковичем Панько і Сергієм Йосиповичем Вашкевичем).
У 1945 році органами радянської влади під погрозою нових репресій керівникам п'ятидесятникам було запропоновано об'єднатися в загальний союз із ВСЄХБ на підставі так званої Серпневої угоди, що була підписана по обидва боки в серпні 1945 року. З боку п'ятидесятників ця угода була підписана А. І. Бідашом, Д. І. Пономарчуком, І. К. Панько та С. Й. Вашкевичем, що представляли церкви як ХЄВ, так і ХВЄ. Багато церков п'ятидесятників, особливо в західних областях України, увійшли у ВСЄХБ, де знаходилися аж до 1989 року. Однак, з огляду на особливості у віровченні, в союз з євангельськими християнами і баптистами увійшла тільки деяка частина п'ятидесятників, та й ті, котрі увійшли у ВСЄХБ, були значною мірою розчаровані результатами об'єднання. З цієї причини в березні 1948 року в Дніпродзержинську Дніпропетровської області відбувся нелегальний з'їзд п'ятидесятників під керівництвом А. І. Бідаша, що ухвалив рішення порушити клопотання перед урядом Радянського Союзу про дозвіл відновлення діяльності Союзу п'ятидесятників. Важливою обставиною було і те, що в цій нараді брали участь представники від усіх трьох братерств п'ятидесятників (наприклад, від колишнього Всепольського Союзу брав участь І. К. Панько й А. В. Нікитчук, від церков Буковини — І. С. Воробец і С. Г. Циганюк і т. д.). На нелегальному з'їзді в Дніпродзержинську було вироблене звертання до керівництва ВСЄХБ, у якому аргументовано викладалося, чому за минулі роки об'єднанням не тільки не було досягнуто позитивних результатів, але і виявилися відмінні особливості віровчення у баптизмі і п'ятидесятництві. Крім того, було прийняте звертання до Радянського уряду з проханням дозволити п'ятидесятникам мати свій власний Союз церков.
Всі учасники цього з'їзду були заарештовані і засуджені на тривалі терміни позбавлення волі. У серпні 1956 року, вийшовши на волю, керівники п'ятидесятників на чолі з А. І. Бідашом, В. І. Бєлих та І. А. Левчуком, зібрали ще один нелегальний з'їзд у Харкові, на якому також ухвалили рішення звернутися до Уряду СРСР з аналогічним проханням про відновлення легальної діяльності Союзу. Цього разу вони одержали позитивну відповідь і почали збирати необхідні для реєстрації Союзу документи від помісних церков. Документи були передані в Раду по справах релігії у Москві. Однак відлига швидко закінчилася, і, замість реєстрації Союзу п'ятидесятників, на місцях, згідно тим же спискам, переданим у Москву, почалися судові процеси над керівниками й активними членами церков по всьому СРСР. Для багатьох віруючих це стало останнім доказом того, що підступній радянській владі неможливо довіряти і неможливо з нею мати ніяких справ. Це і було головною причиною, чому значна частина п'ятидесятницьких церков до самої перебудови ні на який діалог з радянською владою більше йти не погоджувалися.
Усі ці роки братерство п'ятидесятників було роздрібленим на кілька частин, де були свої визнані керівники. Загального центра не існувало. Значна частина церков входила у ВСЄХБ, у якому працювали деякі керівники, що представляли п'ятидесятницькі церкви (Г. Г. Понурко, Д. І. Пономарчук, Д. Л. Вознюк, Р. І. Білас, В. С. Глуховський, П. К. Наметів, Ф. І. Папроцкий). Починаючи з 1968 року була дозволена реєстрація п'ятидесятницьких церков незалежно від ВСЄХБ. За станом на 1989 рік в Україні існувало близько 200 автономно зареєстрованих церков п'ятидесятників, діяльність яких очолювала Рада Пресвітерів, у складі якої були В. І. Озеруга, Ф. А. Вознюк, Н. П. Рещиковец, П. В. Сердіченко, Я. Д. Кобилінский. Інші церкви не були зареєстровані, однак мали свій керівний центр (В. І. Бєлих, І. А. Левчук, І. П. Федотов, В. Г. Мурашкін, І. І. Южаков, В. Г. Прудников, Я. Г. Приходько, Н. М. Камінский, М. А. Мельник і ін.)
Відновлення діяльності Союзу п'ятидесятницьких церков У період після перебудови почалася робота по відновленню діяльності Союзу п'ятидесятників, що була організована оргкомітетом, до складу якого входили:
- Р. І. Білас
- В. М. Боєчко
- А. С. Гринчук
- Н. А. Гущин
- А. П. Ільчук
- Н. М. Камінський
- Ф. К. Марчук
- М. А. Мельник
- В. И. Озеруга
- Н. П. Рещиковец
- П. В. Сердіченко
- С. П. Цвор
- Г. Ф. Черненко

25-26 травня 1990 року в Коростені був проведений Всеукраїнський з'їзд, на якому була відтворена діяльність Всеукраїнського Союзу християн віри євангельської — п'ятидесятників, що об'єднав у своїх рядах помісні церкви, що належали раніше до різних груп зареєстрованих у ВСЄХБ, зареєстрованих автономно і незареєстрованних церков ХВЄ і ХЄВ. Головою відновленого Союзу був обраний Микола Адамович Мельник. Згодом переобраний в 1994 і керував Союзом церков до 1998 року.
Отак Союз церков християн віри євангельської, що є правонаступником християн, раніш існуючого Всеукраїнського союзу євангельської віри і Всепольського союзу християн, очолюва Михайло Степанович Паночко, обраний на це служіння на Всеукраїнському з'їзді, що відбувся 19-21 травня 1998 року в Києві та переобраний на наступний термін під час чергових зїздів у 2002, 2006, 2010, 2014 та 2018 роках.
На черговій Всеукраїнській звітно-виборній конференції що проходила 17-19 травня 2023 року старшим єпископом УЦХВЄ став Козачок Анатолій Миколайович.

## Сучасний стан
В Україні існує декілька п'ятидесятницьких об'єднань.
Об'єднана Церква Християн Віри Євангельської країн СНД та Балтії УО 
Українська Євангельська Церква
Українська Церква Християн Віри Євангельської (Ukrainian Pentecostal Church)
Також у місті Київ діє громада Об'єднаної міжнародної церкви п'ятидесятників (United Pentecostal Church International).

## Віровчення та особливості богослужбової практики
Українські п'ятидесятники загалом мають однакове віровчення, яке може відрізнятися деталями. Найбільш суттєвою різницею є омивання ніг перед Причастям, яке практикують як окремі громади, так і об'єднання. Омивання ніг прийняте в Об'єднаній церкві християн віри євангельської. В Українській церкві християн Віри євангельської такої практики немає, хоча окремі громади її притримуються.
Хрещення в більшості громад відбувається в ім'я Отця, Сина і Святого Духа. Лише у громаді Об'єднаної міжнародної церкви п'ятидесятників хрещення відбувається в ім'я Господа Ісуса Христа (Дії 2:38).